# Таара
Та́ара (эст. Taara), также То́ору (эст. Tooru) — верховный бог у языческих эстов.

## Описание
В «Хронике» Генриха Ливонского упоминается родившийся в Виронии и прилетевший на остров Эзель Тарапита (Tharapita, Tharaphita, Tharaphitha). Происхождение Таары связывают со скандинавским богом Тором, но оно всё же остаётся неясным. В XVII веке слово tarapita было интерпретировано исследователями как боевой клич и крик о помощи «Таара, помоги!» (эст. Taara, a(v)ita!).
Божества с похожими именами имеются в мифологии многих финно-угорских народов: у хантов есть Торум, у саами — Турмс, у самоедов — Тере, у финнов — Туури, Турисас, у чувашей — Тура, у скандинавов — Тор.
Поклонение Тааре (Тоору) было распространено в Западной Эстонии, где, согласно средневековым хроникам, эстонцы (эсты) не работали по вечерам в четверг (день Тора), а собирались в святой лес, где пели и танцевали.
Таара практически не упоминается в аутентичном эстонском фольклоре, однако в XIX веке создатели эстонской литературной мифологии Фридрих Роберт Фельман и Фридрих Крейцвальд сделали Таару верховным богом эстонского пантеона. Таара неоднократно упоминается в эстонском народном эпосе «Калевипоэг» (в обработке Ф. Крейцвальда).
В середине XIX века Таара стал популярным как символ в национальном движении. С этого периода город Тарту поэтически называют городом Таары (Taaralinn). В начале XX века родилось неоязыческое движение верующих в Таару (Таарауск).

## В «Хронике» Генриха Латвийского

### Лес, где родился Тарапита
Услышав это, священники, усмехнувшись, отрясли на них прах от ног своих и поспешили в другие деревни; на границе Виронии они окрестили три деревни; там была гора и очень красивый лес, где, как говорили местные жители, родился великий бог эзельцев, именуемый Тарапита, который оттуда и улетел на Эзель. Один из священников пошел туда и срубил бывшие там изображения и идолы их богов, и дивились люди, что кровь не течет, и ещё больше стали верить проповедям священников.

### Обращение к Тарапите в замке Монэ
Обрадовалось войско христианское, стало кричать и молиться богу. Кричали и осажденные, обращаясь к своему Тарапите. Одни призывали священный лес, другие Иисуса, во имя и во славу его храбро пошли на приступ и достигли верхушки вала, встречая и с другой стороны сильнейший отпор.

### Крещения в городе Вальдии
Отданы были в заложники сыновья знатных людей; первый из них с радостью и большим благоговением принял наставление от достопочтенного епископа рижского, а затем был им омыт в источнике святого крещения. Других крестили другие священники, а потом их с радостью повели и в город проповедать Христа и низвергнуть Тарапиту, бывшего у эзельцев богом. /---/
Когда совершено было таинство в городе Вальдии, явились послы из всех городов и областей Эзеля, прося мира и добиваясь таинства крещения. Радовалось войско и, взяв заложников, дало им мир с братской любовью. Сказано было, чтобы эзельцы вернули свободу пленным шведам. Те повиновались и обещали вернуть. Повели с собой священников в свои замки проповедовать Христа, низвергнуть Тарапиту с прочими языческими богами и крестить народ.

### Заключение «Хроники»
Закончив эти деяния, окрестив весь народ, низвергнув Тарапиту, потопив фараона, освободив пленных, возвращайтесь с радостью, рижане!

## В эпосе «Калевипоэг»
Таара в первый раз упоминается во «Вступлении» к эпосу, где в общих словах описывается былое древних эстов:
В небесах, в жилище Таары,

За беседою разумной

Мужи сильные сидели,

Победители гостили,

Перед очагом толкуя

О седых веках минувших.
Затем Таара упоминается в «Песне второй» с отсылкой к тому представлению, что древние эсты связывали его с могучими заповедными деревьями, чаще всего дубами:
Поезжай в селенья Харью...

Землю всю пройди до Пскова,

До дубрав тенистых Таары...
...
Младший Калева сыночек

Вырос витязем могучим...

Мощью — дуб из рощи Таары...
Таара упоминается в «Песне седьмой», когда Калевипоэг причаливает на лодке, украденной у колдуна Туслара, к родному берегу после бесплодных поисков своей матери, которую похитил Туслар:
Богатырь Калевипоэг

Поднялся на гребень Иру

Где по воле Таары в камень

Дочь тетерки обратилась.

В «Песне девятнадцатой» упоминается дочь Таары — волшебная птица Сиуру, у которой Таара интересуется, что видела она, летая над миром.
В «Песне двадцатой» Таара неоднократно упоминается в связи со сборами Калевипоэга в военный поход и тяжёлыми битвами его войска с железными людьми, поляками, литвинами и татарами. В заключительных строках эпоса Таара упоминается как «праотец всего живого», «древний праотец вселенной», который созывает «избранных мужей», своих «сынов мудрейших» на совет о том, какое задание дать погибшему Калевипоэгу в его посмертном существовании.

## Таарауск

Символ веры «Таарауск» и «Маауск»

Таарауск (эст. Taarausk — «вера Таара») — национальное религиозное движение, основанное в Эстонии в 1920—1930-е годы военным Кустасом Утусте (до 1927 года — Gustav Vladimir Kirschbaum, 1884—1941) и его женой, писательницей Мартой Лепп-Утусте (1883—1940) на основе идеализированной мифической легенды о Тааре.
Таара был объявлен высшим божеством, олицетворяющим первобытность жизни. В 1931 году в Эстонии было зарегистрировано религиозное объединение «Хийс» («Hiis»), состоявшее из членов этого движения. После Второй мировой войны центр движения находился в Швеции (главный хийслар — Аддольд Моссин (Addold Mossin, 1919–...)).
Последователи Таарауска объединены вместе с последователями другой разновидности эстонского неоязычества — Маауска — в общественную организацию «Маавалла Кода» (с эст. — палата Маавалла), которая с 1987 года действует в Тарту.
По данным переписи населения 2021 года, к движению Таарауск себя причислили 1770 жителей страны, к движению Маауск — 3860 человек (соответственно 0,16 % и 0,35 % от общего числа жителей в возрасте 15 лет и старше).